# Sean Brady (zawodnik MMA)
Sean Thomas Brady (ur. 23 listopada 1992 w Filadelfii) – amerykański zawodnik mieszanych sztuk walki (MMA) walczący w kategorii półśredniej. 
Od marca 2019 roku jest zawodnikiem największej organizacji MMA na świecie - UFC. 

## Życiorys
Brady wychował się w Filadelfii. Uczył się w Swenson Arts and Technology High School, aby zostać mechanikiem samochodowym. Następnie Brady zaczął trenować boks tajski a potem brazylijskie jiu-jitsu.

## Osiągnięcia

### Mieszane sztuki walki
- Cage Fury Fighting Championships
  - 2017-2019: Mistrz Cage Fury FC w wadze półśredniej
- MMAjunkie.com
  - 2020: Poddanie miesiąca sierpień vs. Christian Aguilera

## Lista zawodowych walk w MMA
| Wynik     | Bilans | Przeciwnik (bilans przed walką) | Rozstrzygnięcie                      | Runda | Czas | Rozgrywki                                 | Data       | Miejsce       | Uwagi                                                     |
| --------- | ------ | ------------------------------- | ------------------------------------ | ----- | ---- | ----------------------------------------- | ---------- | ------------- | --------------------------------------------------------- |
| Wygrana   | 18-1   | Leon Edwards (22-5. 1 NC)       | Poddanie (duszenie gilotynowe)       | 4     | 1:39 | UFC Fight Night: Edwards vs. Brady        | 22.03.2025 | Londyn        | Bonus za występ wieczoru. Main Event                      |
| Wygrana   | 17-1   | Gilbert Burns (22-7)            | Decyzja (jednogłośna)                | 3     | 5:00 | UFC Fight Night: Burns vs. Brady          | 07.09.2024 | Las Vegas     | Main Event.                                               |
| Wygrana   | 16-1   | Kelvin Gastelum (18-8)          | Poddanie (kimura)                    | 3     | 1:43 | UFC on ESPN: Dariush vs. Tsarukyan        | 02.12.2023 | Austin        | Bonus za występ wieczoru.                                 |
| Przegrana | 15-1   | Belal Muhammad (21-3. 1 NC)     | TKO (ciosy pięściami)                | 2     | 4:47 | UFC 280                                   | 22.10.2022 | Abu Zabi      |                                                           |
| Wygrana   | 15-0   | Michael Chiesa (16-5)           | Decyzja (jednogłośna)                | 3     | 5:00 | UFC Fight Night: Vieira vs. Tate          | 20.10.2011 | Las Vegas     |                                                           |
| Wygrana   | 14-0   | Jake Matthews (17-4)            | Poddanie (duszenie trójkątne nogami) | 3     | 3:28 | UFC 259                                   | 06.03.2021 | Las Vegas     |                                                           |
| Wygrana   | 13-0   | Christian Aguilera (14-6)       | Poddanie (duszenie gilotynowe)       | 2     | 1:47 | UFC Fight Night: Smith vs. Rakić          | 29.04.2020 | Las Vegas     | Bonus za występ wieczoru.                                 |
| Wygrana   | 12-0   | Ismaił Naurdijew (19-3)         | Decyzja (jednogłośna)                | 3     | 5:00 | UFC Fight Night: Benavidez vs. Figueiredo | 29.02.2020 | Norfolk       |                                                           |
| Wygrana   | 11-0   | Court McGee (19-8)              | Decyzja (jednogłośna)                | 3     | 5:00 | UFC on ESPN: Reyes vs. Weidman            | 18.10.2019 | Boston        | Debiut w UFC.                                             |
| Wygrana   | 10-0   | Taj Abdul-Hakim (8-1)           | TKO (ciosy pięściami)                | 4     | 3:36 | Cage Fury FC 72                           | 16.02.2019 | Atlantic City | Obronił pas mistrzowski Cage Fury FC w wadze półśredniej. |
| Wygrana   | 9-0    | Gilbert Urbina (5-0)            | Decyzja (jednogłośna)                | 3     | 5:00 | LFA 49                                    | 14.09.2018 | Atlantic City |                                                           |
| Wygrana   | 8-0    | Colton Smith (7-4)              | Decyzja (jednogłośna)                | 3     | 5:00 | Shogun Fights: Florida                    | 17.03.2018 | Hollywood     |                                                           |
| Wygrana   | 7-0    | Mike Jones (5-3)                | Poddanie (duszenie zza pleców)       | 2     | 1:31 | Cage Fury FC 68                           | 21.10.2017 | Atlantic City | Obronił pas mistrzowski Cage Fury FC w wadze półśredniej. |
| Wygrana   | 6-0    | Tanner Saraceno (4-2)           | Poddanie (duszenie gilotynowe)       | 1     | 3:36 | Cage Fury FC 65                           | 20.05.2017 | Filadelfia    | Zdobył pas mistrzowski Cage Fury FC w wadze półśredniej.  |
| Wygrana   | 5-0    | Chauncey Foxworth (3-1)         | KO (Obrotowy Backfist)               | 1     | 0:57 | Cage Fury FC 60                           | 06.08.2016 | Atlantic City |                                                           |
| Wygrana   | 4-0    | Rocky Edwards (9-6-1)           | Decyzja (jednogłośna)                | 3     | 5:00 | Cage Fury FC 56                           | 27.02.2016 | Filadelfia    |                                                           |
| Wygrana   | 3-0    | Aaron Jeffery (2-0)             | Decyzja (jednogłośna)                | 3     | 5:00 | Cage Fury FC 53                           | 04.12.2015 | Filadelfia    |                                                           |
| Wygrana   | 2-0    | Jake Gombocz (3-2)              | Decyzja (jednogłośna)                | 3     | 5:00 | Cage Fury FC 48                           | 09.05.2015 | Atlantic City | Debiut w wadze półśredniej.                               |
| Wygrana   | 1-0    | Paul Almquist (1-0)             | TKO (ciosy pięściami)                | 1     | 0:33 | Cage Fury FC 38                           | 09.04.2014 | Atlantic City | Debiut w zawodowym MMA i wadze lekkiej.                   |